# Oćiba
Oćiba (en serbe cyrillique : Оћиба) est un village du centre du Monténégro, dans la municipalité de Kolašin.

## Démographie

### Évolution historique de la population
| 1948 | 1953 | 1961 | 1971 | 1981 | 1991 | 2003 |
| ---- | ---- | ---- | ---- | ---- | ---- | ---- |
| 47   | 41   | 40   | 43   | 105  | 35   | 20   |